# Legge di Henry
La legge di Henry, formulata da William Henry nel 1803, regola la solubilità dei gas in un liquido. In particolare essa sostiene che:
Un gas che esercita una pressione sulla superficie di un liquido, vi entra in soluzione finché avrà raggiunto in quel liquido la stessa pressione che esercita sopra di esso.
La legge di Henry dice che a temperatura costante, la solubilità di un gas è direttamente proporzionale alla pressione che il gas esercita sulla soluzione.
Raggiunto l'equilibrio, il liquido si definisce saturo di quel gas a quella pressione. Tale stato di equilibrio permane fino a quando la pressione esterna del gas resterà inalterata, altrimenti, se essa aumenta, altro gas entrerà in soluzione; se diminuisce, il liquido si troverà in una situazione di sovrasaturazione ed il gas si libererà tornando all'esterno fino a quando le pressioni saranno nuovamente equilibrate.
La velocità, con cui un gas entra in soluzione o si libera, varia in funzione della differenza delle pressioni (esterna e interna) ed è condizionata dalla sua composizione molecolare e dalla natura del liquido solvente.
Il fenomeno di decompressione, se avviene velocemente (a causa di una repentina diminuzione della pressione esterna del gas), si dice tumultuosa perché provoca la formazione di numerosissime bolle, così come succede quando stappiamo una birra o uno spumante.
Un aspetto fondamentale sta nel fatto che ogni gas, così come specificato nell'argomento relativo alla legge delle pressioni parziali, entra in soluzione o si libera indipendentemente da ciò che fanno gli altri gas presenti.

## Espressione matematica

### In funzione della concentrazione molare del soluto
Un'espressione matematica della legge di Henry può essere la seguente:
{\displaystyle \operatorname {C} =kP}
dove P è la pressione del gas sulla soluzione, C è la concentrazione del gas nella soluzione e k è una costante tipica di ciascun gas che correla la pressione del gas sulla soluzione e la sua concentrazione, ad esempio:  
- O2 : k = 1.3×10−3 mol/atm·L
- CO2 : k = 3.4×10−2 mol/atm·L
- H2 : k = 7.8×10−4 mol/atm·L

Questi valori sono validi per gas disciolti in acqua a 298 kelvin; si noti che il valore del coefficiente k varia al variare del solvente e della temperatura. Un aumento di temperatura, provocando aumento dell'energia cinetica del gas, generalmente provoca una diminuzione di solubilità per l'effetto di allontanamento delle molecole gassose dalla fase liquida.

### In funzione della frazione molare del soluto
Una definizione alternativa della costante di Henry è la seguente:
{\displaystyle P=kx}
dove P è la pressione parziale del gas sopra la soluzione, e x è la frazione molare del gas disciolto. Secondo questa definizione, a 298K la costante di Henry assume i valori:
- O2 : k = 4,34×104 atm
- CO2 : k = 1,64×103 atm
- H2 : k = 7,04×104 atm

## Applicazioni

### Immersioni subacquee
L'importanza dei fenomeni fisici e chimici legati alla applicazione della legge di Henry è fondamentale nel campo subacqueo, soprattutto per le ripercussioni di ordine fisiologico: solubilità dei gas inerti nei tessuti organici del sommozzatore, patologia embolica, problemi fisiologici e tecnici connessi alla decompressione.
Nel caso della formazione di emboli gassosi, è utile ricordare che l'azoto presente naturalmente a livello atmosferico è poco solubile e solamente una minima parte di esso è presente in soluzione nella circolazione sanguigna.  I sommozzatori, respirando però aria sotto pressione, possono avere una percentuale di azoto disciolto nel flusso sanguigno maggiore durante l'immersione e soprattutto in caso di risalita troppo rapida, la pressione dell'azoto solubilizzato diventa maggiore alla pressione atmosferica tornando allo stato aeriforme. Ciò causa delle bollicine di azoto nel sangue che portano ad uno stato di embolia, ovvero all'ostruzione di un vaso sanguigno venoso o arterioso.

### Industria chimica
La legge di Henry trova larga applicazione nella modellizzazione dei processi di assorbimento gas-liquido, che vengono sfruttati nell'industria chimica ad esempio per la purificazione di correnti gassose e nella formulazione delle bevande gassate.